# 캥거루쥐
캥거루쥐(pocket mouse)는 주머니생쥐과 캥거루쥐속(Dipodomys)에 속하는 설치류의 총칭이다. 북아메리카 서부 지역에서 발견된다. 이름은 두 발로 일어서는 습성에서 유래했다. 대형 캥거루처럼 깡충거리며 걷거나 뛰지만, 이동을 위한 한 방법으로 여러 다른 설치류 분류군(뛰는쥐류, 껑충쥐류)처럼 독립적으로 발달했다. 천적은 뱀이다.

## 하위 종
| - 날쌘캥거루쥐 (D. agilis) - 캘리포니아캥거루쥐 (D. californicus) - 걸프코스트캥거루쥐 (D. compactus) - 사막캥거루쥐 (D. deserti) - 텍사스캥거루쥐 (D. elator) - 샌퀸틴캥거루쥐 (D. gravipes) - 히어만캥거루쥐 (D. heermanni) - 자이언트캥거루쥐 (D. ingens) - 메리엄캥거루쥐 (D. merriami) - 끌이빨캥거루쥐 (D. microps) - 넬슨캥거루쥐 (D. nelsoni) - 프레즈노캥거루쥐 (D. nitratoides) - 오드캥거루쥐 (D. ordii) - 파나민트캥거루쥐 (D. panamintinus) - 필립스캥거루쥐 (D. phillipsii) - 둘주라캥거루쥐 (D. simulans) - 배너꼬리캥거루쥐 (D. spectabilis) - 스티븐스캥거루쥐 (D. stephensi) - 좁은얼굴캥거루쥐 (D. venustus) |

## 계통 분류
2007년 하프너(Hafner) 등은 분자생물학과 형태학적 정보에 의해 다음과 같은 계통 분류군을 제안했다.
|  | 캥거루쥐속       |
|  |                  |
|  | 애기캥거루생쥐속 |
|  |                  |

|                    | 주머니생쥐속                                                            |
|                    |                                                                         |
| 작은주머니생쥐아과 | \| \| 작은주머니생쥐속 \| \| \| \| \| \| 거친털주머니생쥐속 \| \| \| \| |
|                    | \| \| 작은주머니생쥐속 \| \| \| \| \| \| 거친털주머니생쥐속 \| \| \| \| |
|                    | 작은주머니생쥐속                                                        |
|                    |                                                                         |
|                    | 거친털주머니생쥐속                                                      |
|                    |                                                                         |

|  | 작은주머니생쥐속   |
|  |                    |
|  | 거친털주머니생쥐속 |
|  |                    |

|  | 캥거루쥐속       |
|  |                  |
|  | 애기캥거루생쥐속 |
|  |                  |

|                    | 주머니생쥐속                                                            |
|                    |                                                                         |
| 작은주머니생쥐아과 | \| \| 작은주머니생쥐속 \| \| \| \| \| \| 거친털주머니생쥐속 \| \| \| \| |
|                    | \| \| 작은주머니생쥐속 \| \| \| \| \| \| 거친털주머니생쥐속 \| \| \| \| |
|                    | 작은주머니생쥐속                                                        |
|                    |                                                                         |
|                    | 거친털주머니생쥐속                                                      |
|                    |                                                                         |

|  | 작은주머니생쥐속   |
|  |                    |
|  | 거친털주머니생쥐속 |
|  |                    |

## 만화
- 핼로카봇
- 내친구 코리리

## 같이 보기
- 노토미스속
- 애기캥거루생쥐속
- 주머니뛰는쥐